# Base Aérea de Talavera

Bases Aéreas del Ejército del Aire de España.

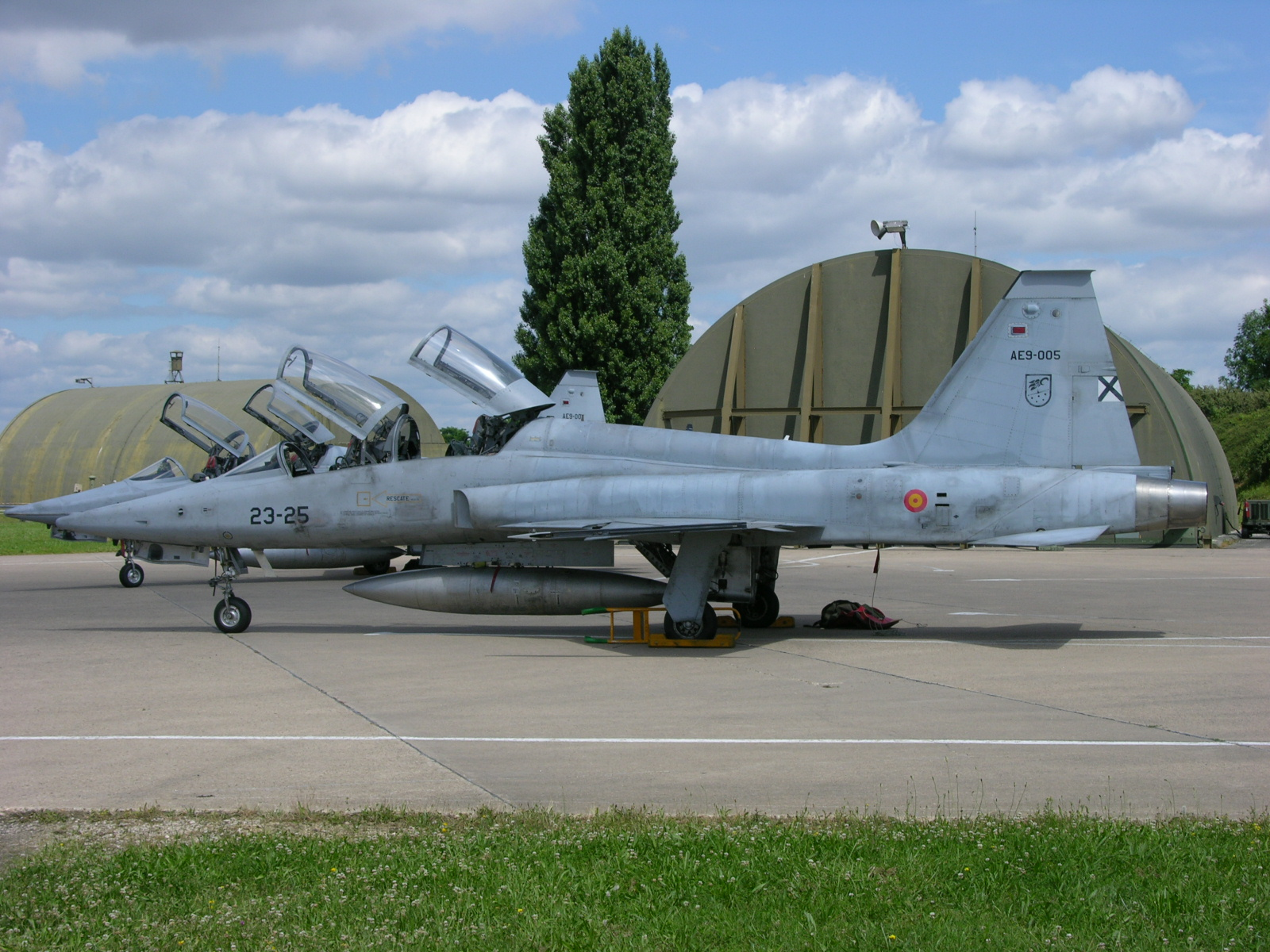
F-5M Freedom Fighter del Ala 23

La Base Aérea de Talavera la Real es un aeropuerto situado en Badajoz, justo al límite del término municipal con Talavera la Real, en la provincia de Badajoz, a 15 km de la ciudad, en el corazón de las Vegas Bajas del Guadiana, zona dedicada fundamentalmente a la agricultura tras las explanaciones realizadas con la puesta en marcha del Plan Badajoz que se desarrolló en los años 50 por el IRYDA. Comenzó a funcionar en 1953 llamándose Escuela de Reactores. Aunque inicialmente contaba con dos pistas, en la actualidad solo cuenta con una, que ha sufrido varias ampliaciones has llegar a los 2805 metros de longitud actual, y es compartida con el Aeropuerto de Badajoz, que se encuentra al otro lado de la pista.
En la base aérea se encuentra el Ala 23 del Ejército del Aire, dedicada a la enseñanza y formación de pilotos de combate que compondrán las unidades de caza. Cuentan con aviones Northrop F-5 Freedom Fighter.
Es una de las principales bases aéreas de Europa en lo referente a formación, y junto al consorcio EADS-CASA, han presentado un proyecto denominado Talavera European Fighter School (TEFS) con la intención de que la Base Aérea de Talavera se convierta en una de las sedes del Proyecto Eurotraining que formarán a los pilotos de combate de 12 países europeos.